# زيرفاليو
زيرفاليو، (بالإنجليزية: Zerfaliu)‏، هي بلدية، في مقاطعة أوريستانو، في إقليم سردينيا الإيطالي، وتقع على بعد حوالي 90 كم (56 ميل) شمال غرب كالياري، وحوالي 14 كم (9 ميل) شمال شرق أوريستانو.

## السكان
في سنة 1861 بلغ عدد السكان 463 نسمة، وتطور العدد ليصل في سنة 2011 لـ 1٬172 نسمة.
يظهر هذا المخطط البياني تطور النمو السكاني لـ زيرفاليو